# Corythoichthys polynotatus
Corythoichthys polynotatus är en fiskart som beskrevs av Dawson 1977. Corythoichthys polynotatus ingår i släktet Corythoichthys och familjen kantnålsfiskar. Inga underarter finns listade i Catalogue of Life.